# Gran Ducat de Mecklenburg-Schwerin

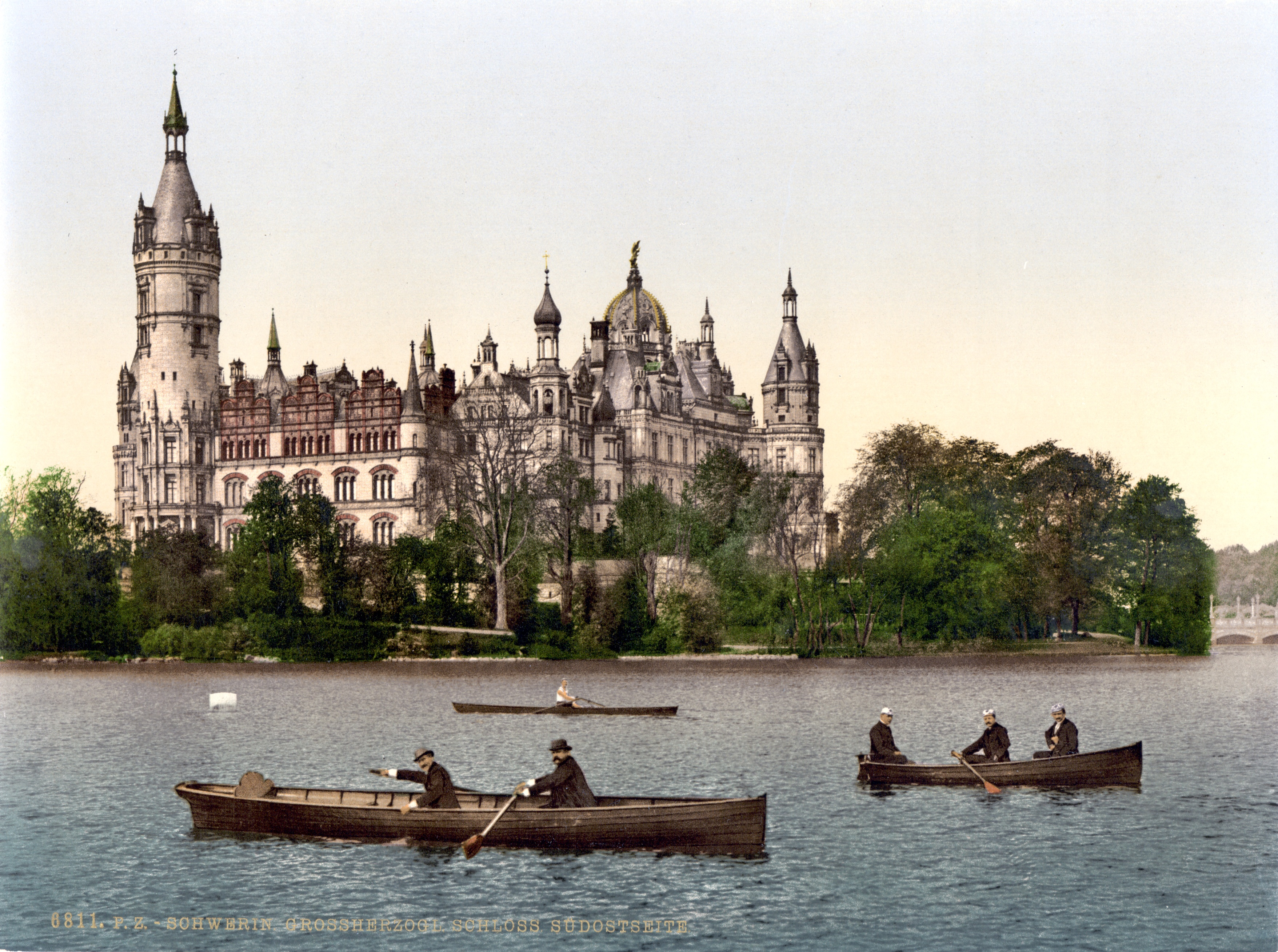
Castell de Schwerin, Schwerin

Mecklenburg-Schwerin fou un gran ducat al nord de l'actual Alemanya regit per la Casa de Mecklenburg residents a la ciutat de Schwerin. Fou un estat sobirà format el 1804 que fou membre de la Confederació Germànica un estat federat de la Confederació Alemanya del Nord i finalment de l'Imperi Alemany el 1871. Amb la seva dissolució, el 1918, els seus territoris conformaren l'Estat Lliure de Mecklenburg-Schwerin.

## Geografia
Com el seu predecessor, el ducat de Mecklenburg-Schwerin, les terres de Schwerin amb a incorporació de l'extint ducat de Mecklenburg-Güstrow el 1701 comprengué les parts centrals i occidentals de la històrica regió de Mecklenburg. La part al sud-est fou governada per la branca del ducat de Mecklenburg-Strelitz, la qual també governà sobre les terres de l'anterior Bisbat de Ratzeburg al nord-oest.
El gran ducat limitava amb la costa bàltica al nord i la província de Pomerània prussiana al nord-est, on la frontera amb el Pomerània Occidental (anteriorment la Pomerània Sueca) la regió discorria al llarg del riu Recknitz, el Peene i elKummerow. Pel sud limitava amb la província prussiana de Brandenburg (amb els exclavaments de Rossow i Schönberg prop de Wittstock) i en el sud-oest amb l'Amt Neuhaus el districte aguantat pel Regne de Hannover, el qual va ser incorporat al província prussiana de Hannover després del Guerra Austroprussiana del 1866. Així mateix a l'oest limitava amb el ducat de Holstein més tard incorporat a la Província de Slesvig-Holstein, després de la que Mecklenburg fou pràcticament envoltat per territori prussià.
Al costat de la capital a Schwerin, Mecklenburg-Schwerin comprenia les ciutats costaneres de Rostock i Wismar, que havien sigut possessions de la corona sueca fins al 1803, així com les ciutats interiors de Parchim i Güstrow.

## Història
Els primers anys de les Guerres de la Revolució Francesa, Frederic Francesc I de Mecklenburg-Schwerin es mantingué neutral, recuperant Wismar el 1803, el empenyorà a Suècia. Després que la victòria de Napoleó a la batalla d'Austerlitz i la dissolució final del Sacre Imperi el 1806, s'uní a la Confederació del Rin per un tractat de 22 de març del 1808. Napoleó, en preparació per la invasió francesa de Rússia el 1812, va desatendre aquesta aliança; va oferir el ducat al seu hereu aparent Jean Bernadotte pel seu suport. El duc Frederic Francesc fou el primer membre de la confederació en abandonar Napoleó, al qui havia cedit contingents pels seus exèrcits, i a la guerra següent de la Sisena Coalició va lluitar contra les tropes del Primer Imperi Francès -amb el resultat que els seus aliats nous, Prússia i Rússia, llavors oferí el seu ducat al Regne de Dinamarca. En comptes d'això Dinamarca prometé les terres adjacents de la Pomerània sueca amb la Pau de Kiel del 1814 i el regnat dels Mecklenburg els van quedar inviolats.
Al Congrés de Viena del 1815 Frederic Francesc s'uní de nou a la Confederació Germànica, i com el seu cosí de Strelitz Carles, fou elevat al títol d'un "gran duc de Mecklenburg-Schwerin". El 1819 fou finalment abolida la servitud als seus dominis. La governança de Mecklenburg encara era determinada hereditàriament el 1755 (Landesgrundgesetzlicher Erbvergleich), que mantenia la jerarquia medieval dels estaments, que afectà molt el desenvolupament social i econòmic d'ambdós grans ducats. Durant les revolucions de 1848, el ducat presencià una agitació considerable a favor d'una constitució liberal. El 10 d'octubre de 1849 el gran duc Frederic Francesc II (1823–83) va concedir una nova llei Bàsica elaborada pel seu Primer Ministre Ludwig von Lützow. Això feu reaccionar la noblesa de Mecklenburg, que donà suport a Jordi, gran duc de Strelitz, totes el concessions en pro d'una major participació de la població fou retirada i més tard s'establiren majors mesures restrictives el 1851 i 1852.
En la disputa sobre el veí Holstein culminà el 1866 amb la Guerra Austroprussiana, Frederic Francesc II donà suport el Regne de Prússia, aliant-se amb les tropes de Mecklenburg-Schwerin. El seu gran ducat progressivament caient sota la influència prussiana. El 1867 s'uní a la Confederació d'Alemanya del Nord i el Zollverein. En el Guerra francoprussiana (1870–71), Prússia rebé altre cop una valuosa assistència del gran duc Frederic Francesc II, un ardent defensor de la unitat alemanya, que ostentà un alt comandament dels exèrcits prussians. En el curs de la unificació alemanya el 1871, Mecklenburg-Schwerin i Mecklenburg-Strelitz esdevingueren estats de l'Imperi alemany. Llavors ressorgí una nova agitació per una constitució més democràtica, i el parlament del Reichstag imperial va donar un cert suport a aquest moviment.
El 1897 Frederic Francesc IV (1882) succeí al seu pare Frederic Francesc III (1851–97) com l'últim gran duc de Mecklenburg-Schwerin. El 1907 el gran duc va prometre una constitució als seus súbdits. El ducat sempre havia sigut governat mitjançant un sistema feudal, el gran duc dirigia el poder executiu (encara que actuant a través de ministres). El ducat tenia una dieta (Landtag), la qual es reunia anualment durant una curta sessió. En altres temps van ser representats per un comitè format pels propietaris dels senyorius dels cavallers (Rittergüter), anomenat Ritterschaft, i el Landschaft, o burgmestres de certes ciutats. Mecklenburg-Schwerin elegia sis membres al Reichstag. Al suïcidi del seu cosí gran duc Adolf Frederic VI el 23 de febrer de 1918, Frederic Francesc assumí la regència de Mecklenburg-Strelitz. Poc després, el 14 de novembre, va ser forçat a renunciar al tron de Mecklenburg en el curs de la Revolució Alemanya. El gran ducat fou convertit en l'Estat Lliure de Mecklenburg-Schwerin, un estat federat de la República de Weimar.
Així acabaren gairebé vuit segles de domini continu (només interromput per Albrecht von Wallenstein de 1628 a 1630) per a l'antiga dinastia d'obotrites (eslaus polabis)de Mecklenburg, començant amb el seu progenitor el príncep Niklot (s. XII). Fins al 1918 el gran duc rebia el títol de "Príncep dels Wends".